# Cécile Morrisson
Cécile Morrisson (16 iunie 1940, Dinan, Côtes-d'Armor, Bretagne, Franța) este o cercetătoare a istoriei și numismată franceză. Director de cercetări emerit la CNRS, ea s-a specializat în studiul Imperiului Bizantin.

## Biografie
Cécile Morrisson s-a născut la 16 iunie 1940 la Dinan, Franța. A studiat la École normale supérieure din Paris, unde și-a obținut doctoratul în istorie.

Ea a fost 
„directoarea departamentului Monede, medalii și arta Antichității de la BnF.”
Este director de cercetări emerit la CNRS și Advisor for Byzantine numismatics la Dumbarton Oaks, Washington. Este membră a Académie des inscriptions et belles-lettres de la 11 decembrie 2015. 

## Opere
- Cécile Morrison, Les Croisades, Paris : PUF, 1969

- Cécile Morrison, Catalogue des monnaies byzantines de la Bibliothèque nationale, Paris, 1970

- - tome 1 : D'Anastase Ier à Justinien II (491-711)

- - tome 2 : De Philippicus à Alexis III (711-1204)

- Cécile Morrison et Tommaso Bertelè, Numismatique byzantine suivie de deux éludes inédites sur les monnaies des Paléoloques, Wetteren, 1978

- Roger Guéry, Cécile Morrisson et Hédi Slim, Recherches archéologiques franco-tunisiennes à Rougga, Rome, 1982

- - tome 3 : Le trésor de monnaies d'or byzantines

- Cécile Morrisson, Claude Brenot, Jean-Noël Barrandon, Jean-Pierre Callu, J. Poirier et Robert J. Halleux, L'Or monnayé, tome 1 : Purification et altérations de Rome à Byzance, Paris, 1985

- Catherine Abadie-Reynal, Vassiliki Kravari, Jacques Lefort et Cécile Morrisson, Hommes et richesses dans l'Empire byzantin, vol. 1-2, Paris, 1989-1991

- Jean-Claude Cheynet, Cécile Morrisson et Werner Seibt, Sceaux byzantins de la collection Henri Seyrig, Paris, 1991

- Cécile Morrisson, La numismatique, Paris, 1992

- Cécile Morrisson, Monnaie et finances à Byzance, Aldershot: Variorum, 1994. ISBN: 0-86078-401-0

- Cécile Morrisson et Bernd Kluge, A Survey of Numismatic Research 1990-1995, Berlin, 1997

- Cécile Morrisson, Les Échanges au Moyen Âge: Justinien, Mahomet, Charlemagne; trois empires dans l'économie médiévale, Dijon, 2000

- Denis Feissel, Cécile Morrisson et Jean-Claude Cheynet, Trois donations byzantines au Cabinet des Médailles : Froehner (1925) ; Schlumberger (1929) ; Zacos (1998), Paris, 2001 (exposition organisée à l'occasion du XXe Congrès International des Etudes Byzantines à Paris, 16 juillet - 14 octobre 2001)

- Cécile Morrisson, Le Monde byzantin, tome 1 : L'Empire romain d'Orient: 330-641, Paris : PUF, 2004 ISBN: 2-13-052006-5

- - tradus în italiană : Cécile Morrisson, Silvia Ronchey et Tommaso Braccini, Il mondo bizantino, t. 1: L'impero romano d'Oriente (330-641), Einaudi, vol. 1-3, 2007-2013

- Jacques Lefort, Cécile Morrisson et Jean-Pierre Sodini, Les Villages dans l'Empire byzantin, IVe-XVe siècle, Paris, 2005

- Cécile Morrisson, Vladislav Popovic et Vujadin Ivaniševic, Les Trésor monétaires byzantins des Balkans et d'Asie Mineure (491-713), Paris, 2006

- Angeliki E. Laiou et Cécile Morrisson, The Byzantine Economy, Cambridge, 2007. ISBN: 978-0-521-84978-4

- Cécile Morrisson (et John William Nesbitt,Catalogue of Byzantine seals at Dumbarton Oaks and in the Fogg Museum of Art . 6: Emperors, patriarchs of Constantinople, addenda, Washington, DC, 2009

- Angeliki E. Laiou et Cécile Morrisson, Le monde byzantin. Byzance et ses voisins 1204 - 1453, tome 3: L'empire grec et ses voisins, XIIIe - XVe siècle, Paris, 2011

- Cécile Morrisson, Trade and Markets in Byzantium, Washington, DC, 2012

- Cécile Morrisson, Byzance et sa monnaie (IVe - XVe siècle). Précis de numismatique byzantine, suivi du catalogue de la collection Lampart, Paris, 2015

- Cécile Morrisson et Georg-D. Schaaf, Byzance et sa monnaie: IVe-XVe siècle: précis de numismatique byzantine, Paris, 2015